# Ngurmbur jezik
Ngurmbur jezik (ISO 639-3: nrx), jedan od dva jezika australske porodice Umbugarla-Ngumbur, koji se do 1980.-tih godina govorio između rijeka West Alligator i South Alligator, u Arnhem Landu, Australija.
1 govornik (1981 Wurm and Hattori). ostali nazivi za njega su: ambugula, ambuku:la, bugurnidja, corm-bur, gnormbur, gnornbur, gnumbu, koarnbut, nambuguja, ngombur, ngomburr, ngorbu, ngorbur, ngormbu, ngormbur, ngorm-bur, ngumbu, ngumbur, ngurmbu, ngurrumbudj, numbu-gala, oormbur, oorm-bur, ngormbal.

## Vanjske poveznice
- Ethnologue (14th)